# Дібровинці
Діброви́нці — село в Україні, в Оратівській селищній громаді Вінницького району Вінницької області. Розташоване на обох берегах річки Дубровина (притока Собу) за 22 км на південний захід від смт Оратів та за 10 км від станції Оратів. Населення становить 262 особи (станом на 1 січня 2018 р.).

## Населення

### Мова
Розподіл населення за рідною мовою за даними перепису 2001 року:
| Мова            | Кількість | Відсоток |
| --------------- | --------- | -------- |
| українська      | 376       | 99.22%   |
| російська       | 1         | 0.26%    |
| білоруська      | 1         | 0.26%    |
| інші/не вказали | 1         | 0.26%    |
| Усього          | 379       | 100%     |

## Історія
1864 року за описом Лаврентія Похилевича у селі мешкало 752 православних і 25 римо-католиків, що обробляли 1672 десятин землі. Дерев'яна Михайлівська церква невідомого року побудови (1735 вже існувала), володіла 42 десятини землі.
Станом на 1885 рік у колишньому власницькому селі Жаданівської волості Липовецького повіту Київської губернії мешкало 621 особа, налічувалось 92 дворових господарства, існували православна церква, школа та постоялий будинок.
За переписом 1897 року кількість мешканців зросла до 1068 осіб (529 чоловічої статі та 539 — жіночої), з яких 1051 — православної віри.
12 червня 2020 року, відповідно розпорядження Кабінету Міністрів України № 707-р «Про визначення адміністративних центрів та затвердження територій територіальних громад Вінницької області», село увійшло до складу Оратівської селищної громади.
19 липня 2020 року, в результаті адміністративно-територіальної реформи та ліквідації Оратівського району, село увійшло до складу Вінницького району.

## Галерея

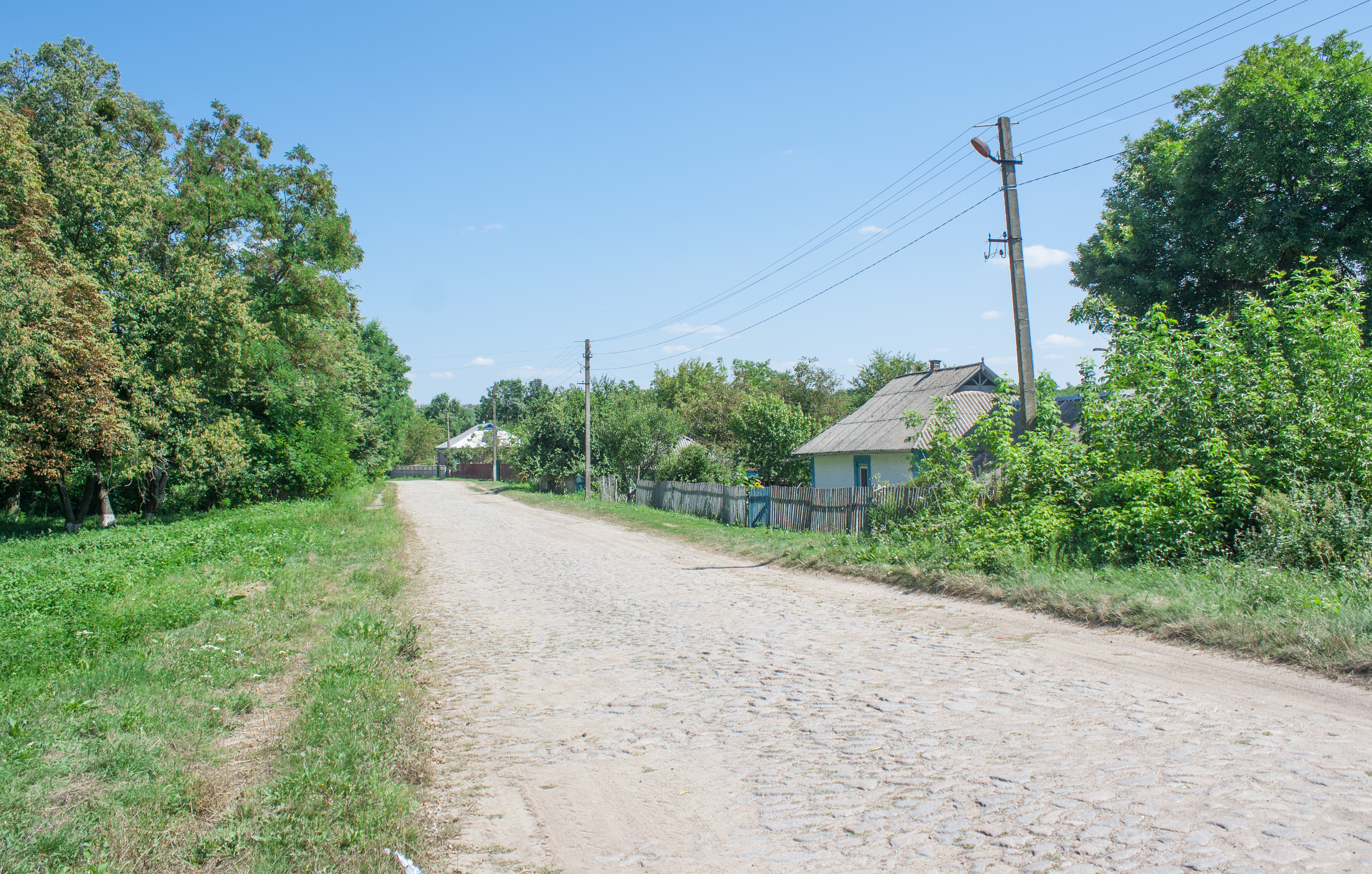
Вулиця
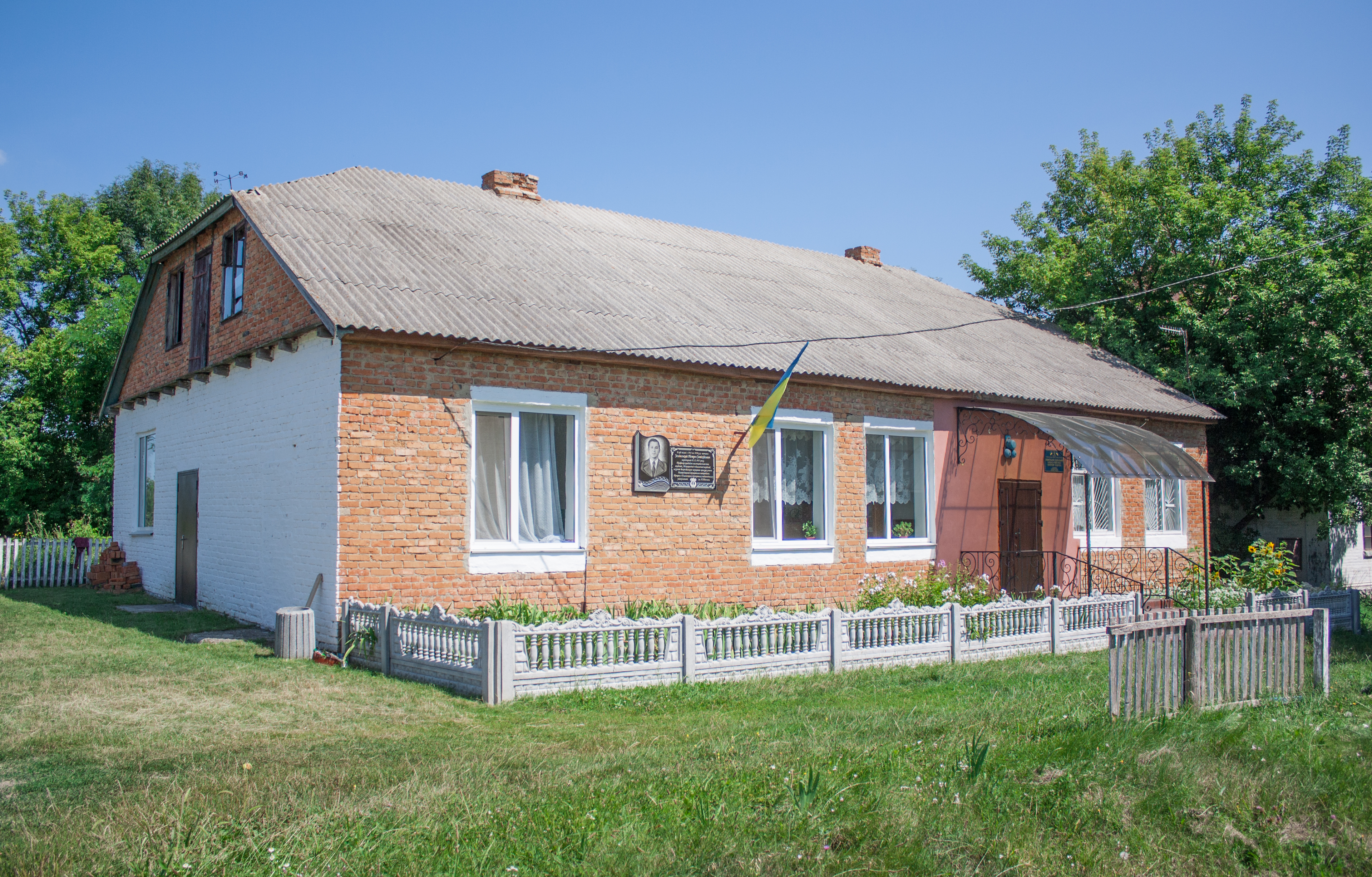
Дитсадок
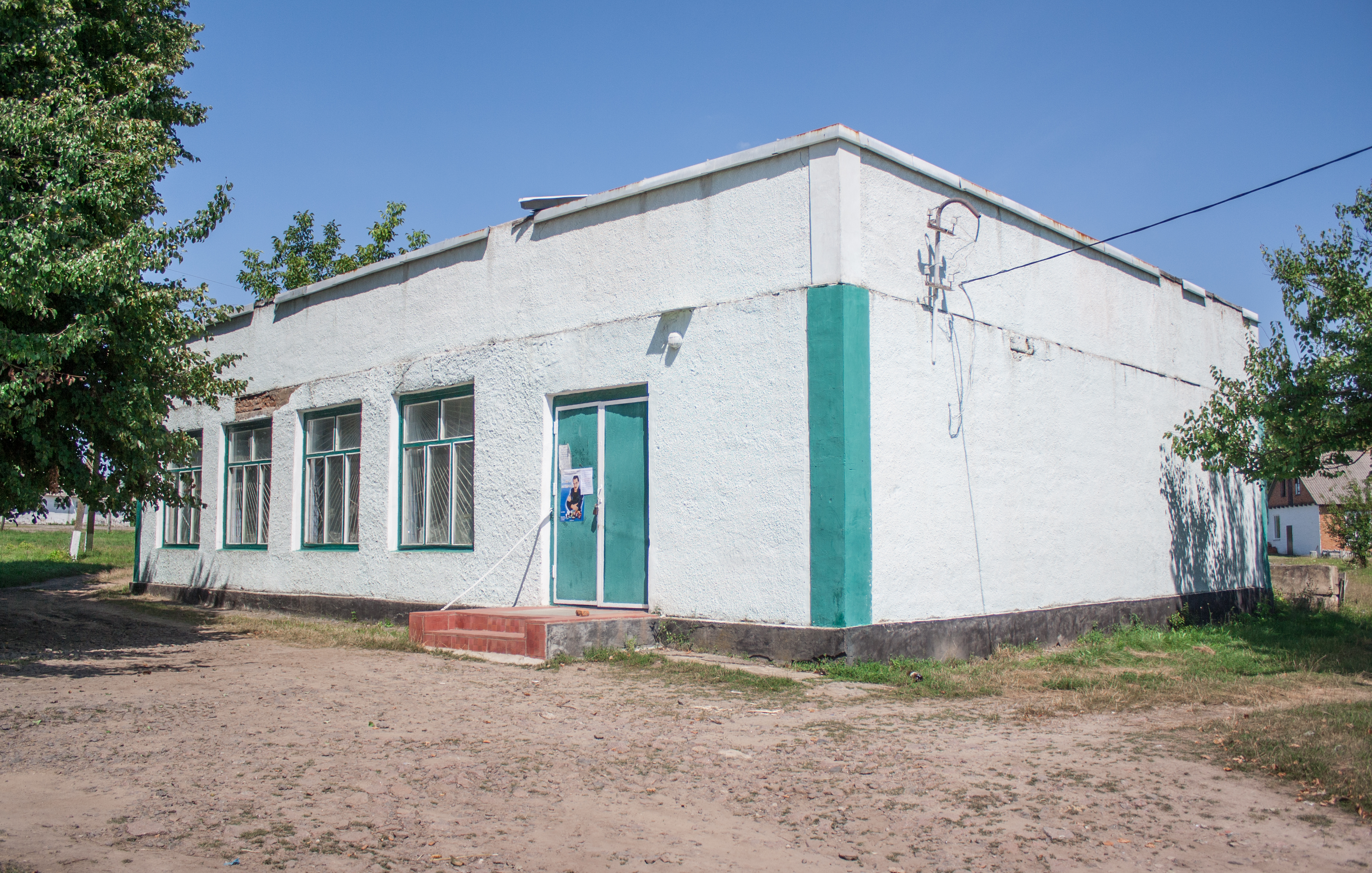
Магазин
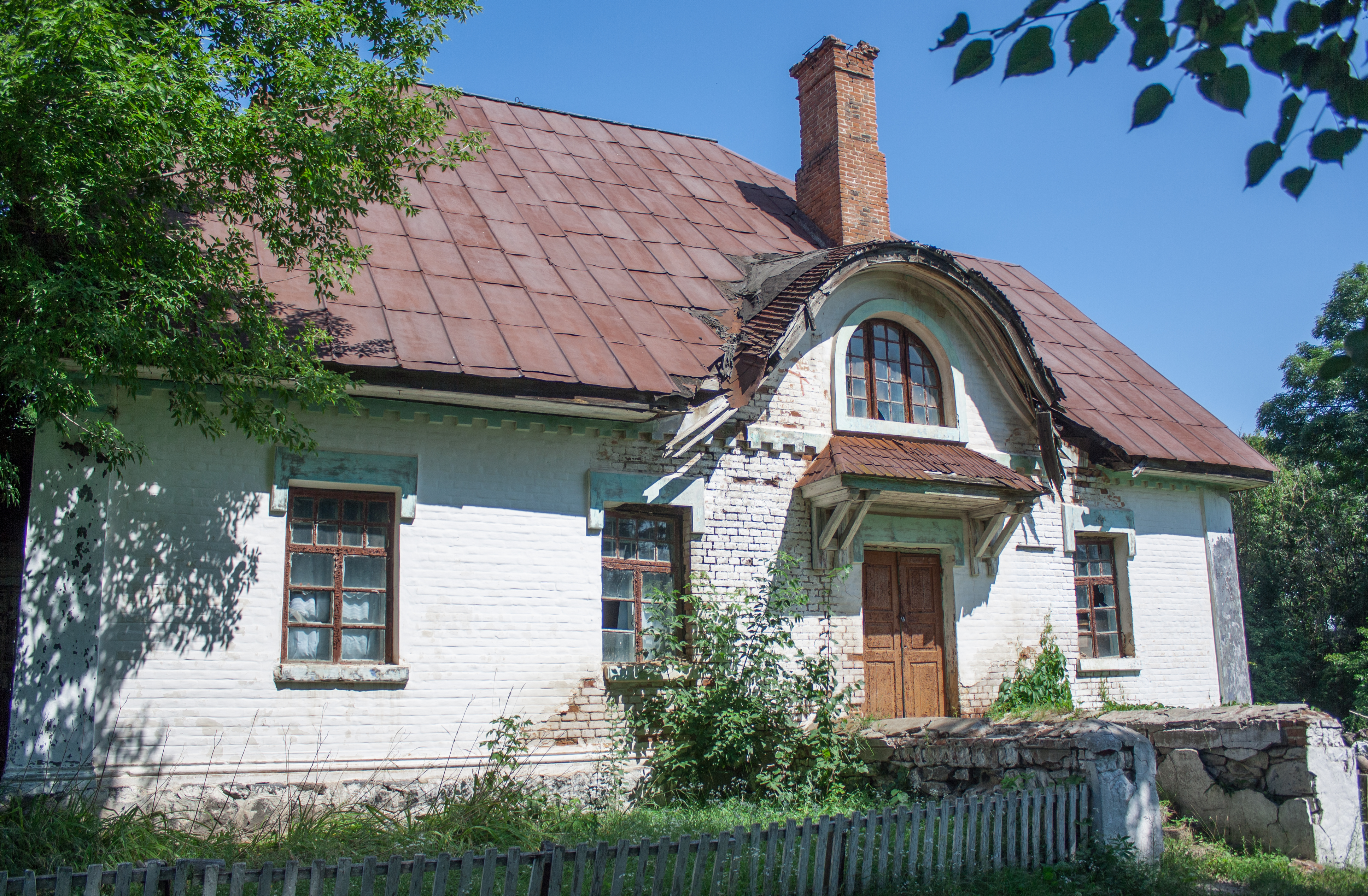
Будинок економа (XIX ст.)
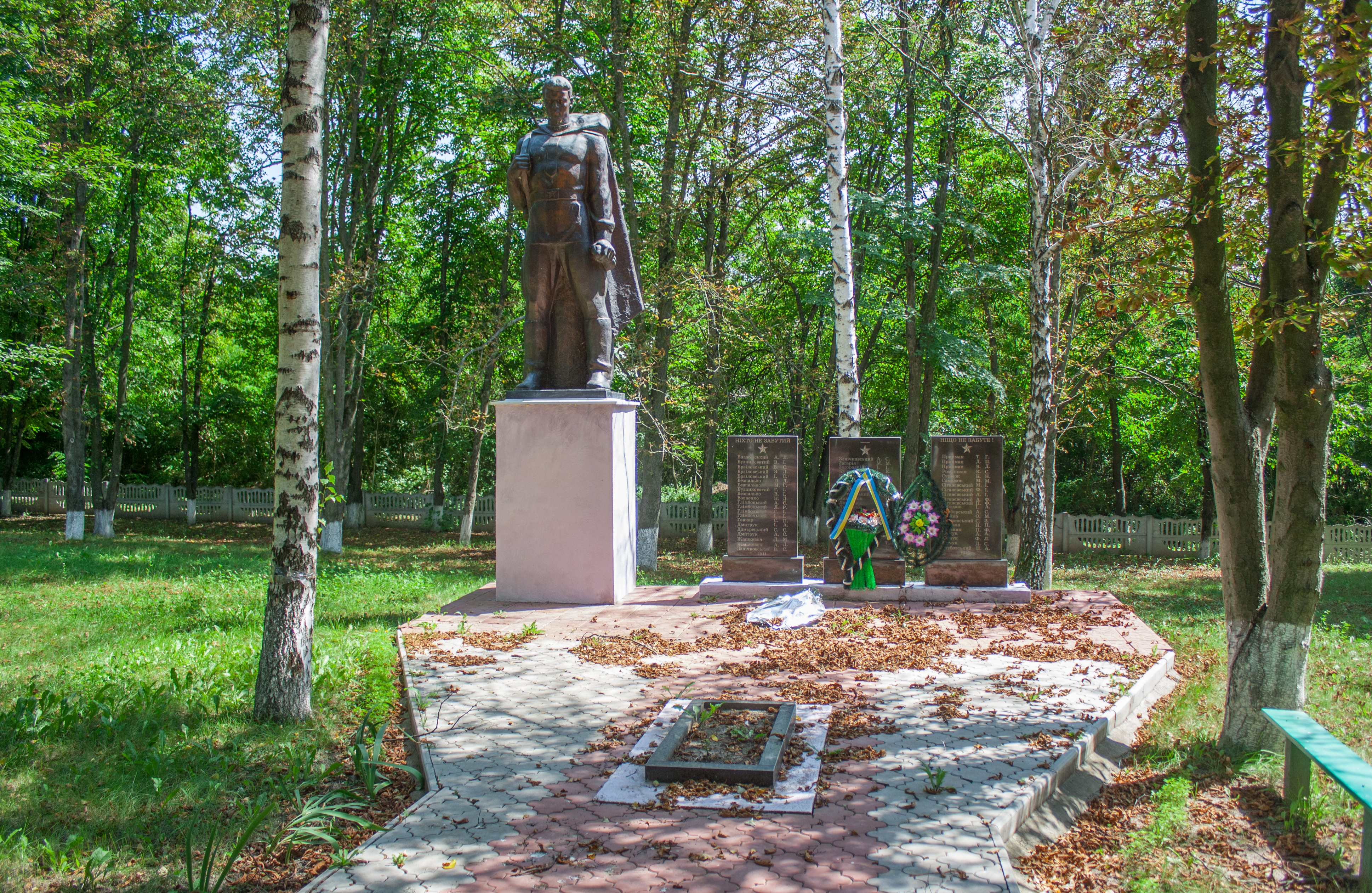
Пам'ятник воїнам-односельчанам